# Pang i plugget
Pang i plugget (engelska: Saved by the Bell) är en TV-serie som utspelar sig på high school i Los Angeles i Kalifornien i USA vid namn "Bayside High School". Serien är en situationskomedi, och visades ursprungligen i NBC under perioden 20 augusti 1989–22 maj 1993.
Rollerna spelades av bland andra Mark-Paul Gosselaar, Dustin Diamond, Lark Voorhies, Dennis Haskins, Tiffani-Amber Thiessen, Elizabeth Berkley och Mario Lopez.

## Uppföljare
Serien fick flera uppföljarserier. Uppföljarserierna var Saved by the Bell: The College Years och Saved by the Bell: The New Class, som båda debuterade under 1993, samt Saved by the Bell från 2020.

## Rollista (i urval)
| Mark-Paul Gosselaar    | – Zack Morris                      |
| Tiffani-Amber Thiessen | – Kelly Kapowski                   |
| Mario Lopez            | – Albert Clifford "A.C." Slater    |
| Dustin Diamond         | – Samuel "Screech" Powers          |
| Elizabeth Berkley      | – Jessica Myrtle "Jessie" Spano    |
| Dennis Haskins         | – Richard Belding (skolans rektor) |
| Lark Voorhies          | – Lisa Marie "Lisa" Turtle         |
| Ed Alonzo              | – Max (20 avsnitt)                 |
| Leanna Creel           | – Tori Scott (1992-1993)           |